# Caissargues
Caissargues là một xã trong tỉnh Gard thuộc vùng Occitanie, phía nam nước Pháp. Xã Caissargues nằm ở khu vực có độ cao trung bình 27 mét trên mực nước biển.
- Costières de Nîmes AOC